# 27 de agosto
27 de agosto é o 239.º dia do ano no calendário gregoriano (240.º em anos bissextos). Faltam 126 dias para acabar o ano.

## Eventos históricos

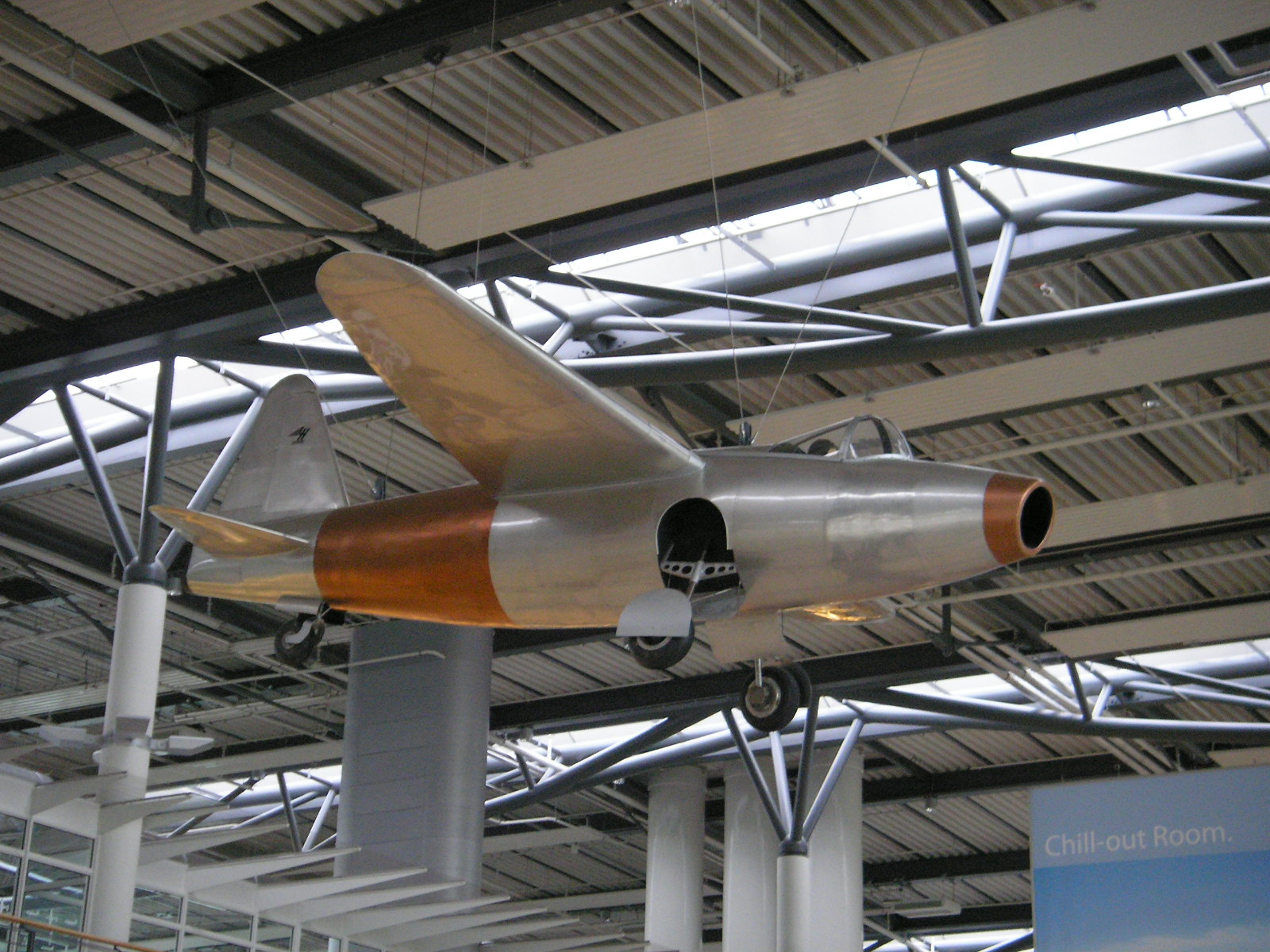
1939: Primeiro voo do Heinkel He 178

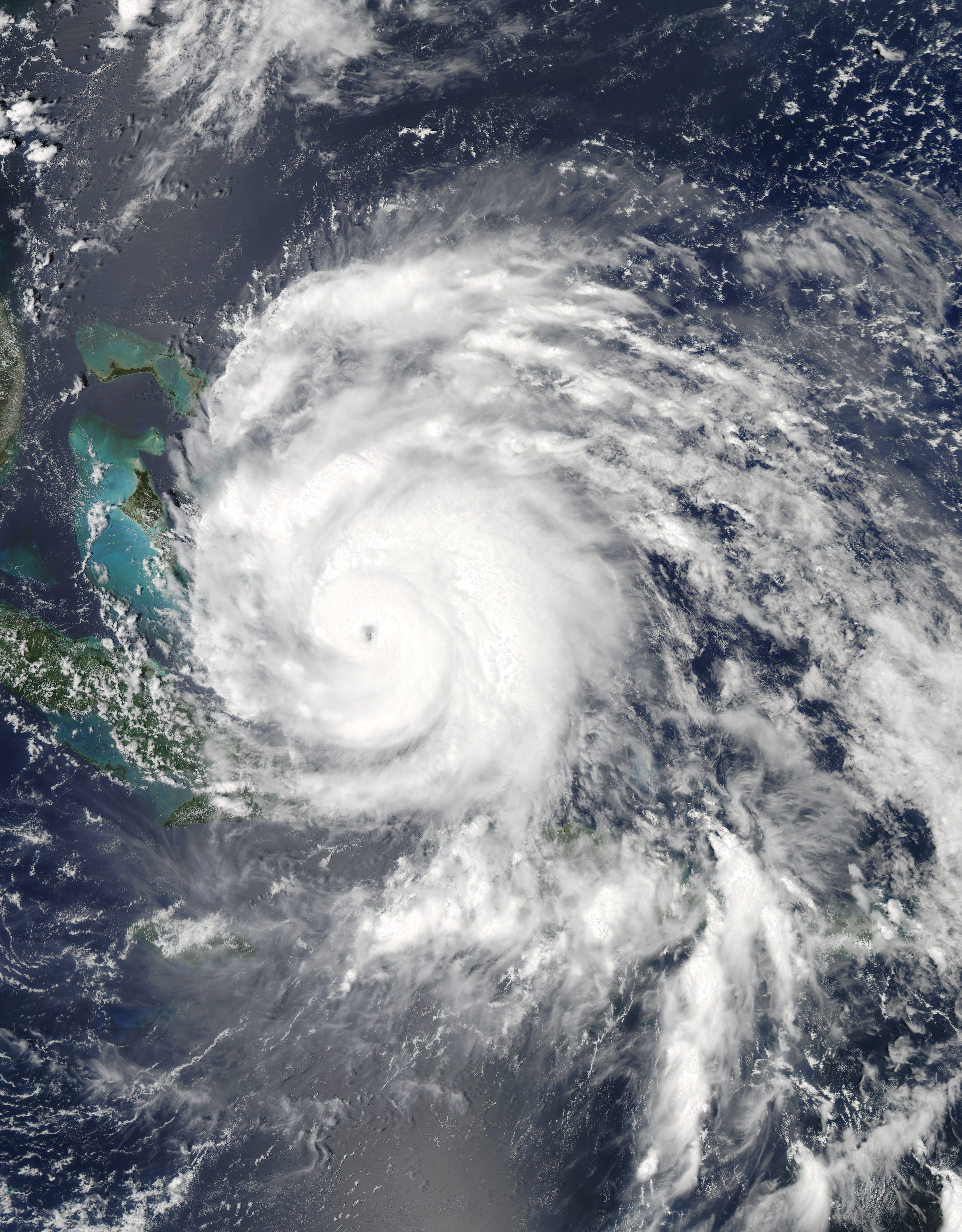
2011: O Furacão Irene

- 0410 — O saque de Roma pelos visigodos termina.
- 1172 — Henrique, o Jovem Rei, e Margarida da França são coroados rei e rainha juniores da Inglaterra.
- 1232 — Shikken Hojo Yasutoki do xogunato Kamakura promulga o Goseibai Shikimoku, o primeiro código legal japonês que rege a classe samurai.[1]
- 1557 — A Batalha de St. Quentin resulta em Emanuel Felisberto tornando-se duque de Savoia.
- 1593 — Pierre Barrière falhou em uma tentativa de assassinar Henrique IV da França.
- 1597 — Guerra Imjin: Batalha de Chilcheollyang: uma frota japonesa de 500 navios dizima a frota de 200 navios do comandante Won Kyun.[2]
- 1600 — O Exército Ocidental de Ishida Mitsunari inicia o Cerco ao Castelo de Fushimi, que é levemente defendido por uma guarnição Tokugawa muito menor liderada por Torii Mototada.[3]
- 1689 — O Tratado de Nerchinsk é assinado pela Rússia e o Império Qing (calendário juliano).
- 1776 — Batalha de Long Island: no que é hoje Brooklyn, Nova Iorque, as forças britânicas sob o comando do general William Howe derrotam os americanos sob o comando do general George Washington.
- 1793 — Guerras revolucionárias francesas: a cidade de Toulon se revolta contra a República Francesa e permite que as frotas britânicas e espanholas ocupem seu porto, levando ao cerco de Toulon pelo Exército Revolucionário Francês.
- 1810 — Guerras Napoleônicas: a Marinha francesa derrota a Marinha Real britânica, impedindo-os de tomar o porto de Grand Port na Île de France.
- 1813 — O imperador francês Napoleão I derrota uma força maior de austríacos, russos e prussianos na Batalha de Dresden.
- 1828 — O Império do Brasil e as Províncias Unidas do Rio da Prata (atual Argentina) reconhecem a soberania da República Oriental do Uruguai no Tratado do Rio de Janeiro.
- 1832 — Black Hawk, líder da tribo Sauk de nativos norte-americanos, se rende às autoridades dos Estados Unidos, encerrando a Guerra de Black Hawk.
- 1840 — Criadas as Companhias de Aprendizes Nacionais, que mais tarde se tornaram as Escolas de Aprendizes-Marinheiros do Brasil.
- 1859 — O petróleo é descoberto em Titusville, Pensilvânia, levando ao primeiro poço de petróleo comercialmente bem-sucedido do mundo.
- 1883 — Erupção do Krakatoa: quatro enormes explosões destroem a ilha de Krakatoa e causam anos de mudança climática.
- 1893 — O furacão em Sea Islands atinge os Estados Unidos perto de Savannah, Geórgia, matando entre 1 000 e 2 000 pessoas.[4]
- 1895 — Invasão japonesa de Taiwan: Batalha de Baguashan: o Império do Japão derrota decisivamente um exército menor em Changhua, paralisando a efêmera República de Formosa e levando à sua rendição dois meses depois.[5]
- 1896 — Guerra Anglo–Zanzibari: a guerra mais curta da história do mundo (09h02 às 09h40), entre o Reino Unido e Zanzibar.
- 1908 — A dinastia Qing promulga o Qinding Xianfa Dagang, o primeiro documento constitucional da história da China, transformando o império Qing em uma monarquia constitucional.[6]
- 1916 — Primeira Guerra Mundial: o Reino da Romênia declara guerra à Áustria-Hungria, entrando na guerra como uma das nações aliadas.
- 1918 — Revolução Mexicana: Batalha de Ambos Nogales: as forças do Exército dos EUA lutam contra os carrancistas mexicanos na única batalha da Primeira Guerra Mundial travada em solo norte-americano.[7]
- 1922 — Guerra Greco-Turca: o exército turco toma do Reino da Grécia a cidade egeia de Afyonkarahisar.
- 1928 — O Pacto Kellogg-Briand, estipulando a renúncia à guerra como instrumento de política nacional, é assinado por quinze nações. Por fim, sessenta e uma nações irão assiná-lo.
- 1939 — Primeiro voo do Heinkel He 178, com motor turbojato, o primeiro avião a jato do mundo.
- 1943 — Segunda Guerra Mundial: forças japonesas evacuam a ilha da Nova Geórgia no Teatro de Operações do Pacífico durante a Segunda Guerra Mundial.
- 1955 — A primeira edição do Guinness Book of Records é publicada na Grã-Bretanha.[8]
- 1962 — A missão espacial não tripulada Mariner 2 é lançada para Vênus pela NASA.
- 1964
  - Campanha da Legalidade: O marechal Lott é preso. O governo federal fecha rádios de Porto Alegre. Leonel Brizola, governador do Rio Grande do Sul, requisita a Rádio Guaíba.
  - O líder da junta sul-vietnamita Nguyễn Khánh entra em um acordo triunvirato de compartilhamento de poder com os generais rivais Trần Thiện Khiêm e Dương Văn Minh, que estiveram envolvidos em conspirações para derrubar Khánh.
- 1971 — Uma tentativa de golpe de estado fracassa na nação africana do Chade. O governo do Chade acusa o Egito de participar da tentativa e rompe relações diplomáticas.
- 1972 — O primeiro trecho da Rodovia Transamazônica é inaugurado pelo presidente Médici.
- 1975 — O governador do Timor Português abandona a sua capital, Díli, e foge para a ilha Ataúro, deixando o controle para um grupo rebelde.
- 1991
  - A Comunidade Europeia reconhece a independência dos Países Bálticos da Estônia, da Letônia e da Lituânia.
  - Moldávia declara independência da União Soviética.
- 2003
  - Marte atinge a menor distância da Terra em quase 60 mil anos, passando a aproximadamente 55 768 006 km.
  - As primeiras negociações a seis, envolvendo Coreia do Sul e do Norte, Estados Unidos, China, Japão e Rússia, se reúnem para encontrar uma solução pacífica para as preocupações de segurança do programa de armas nucleares da Coreia do Norte.
- 2011 — O Furacão Irene atinge a costa leste dos Estados Unidos, matando 47 pessoas.

## Nascimentos

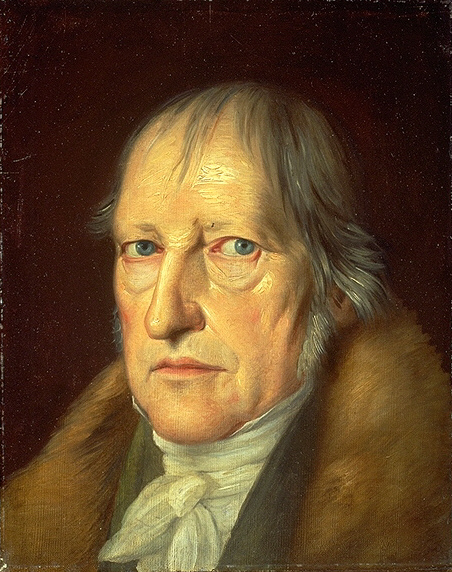
Georg Wilhelm Friedrich Hegel

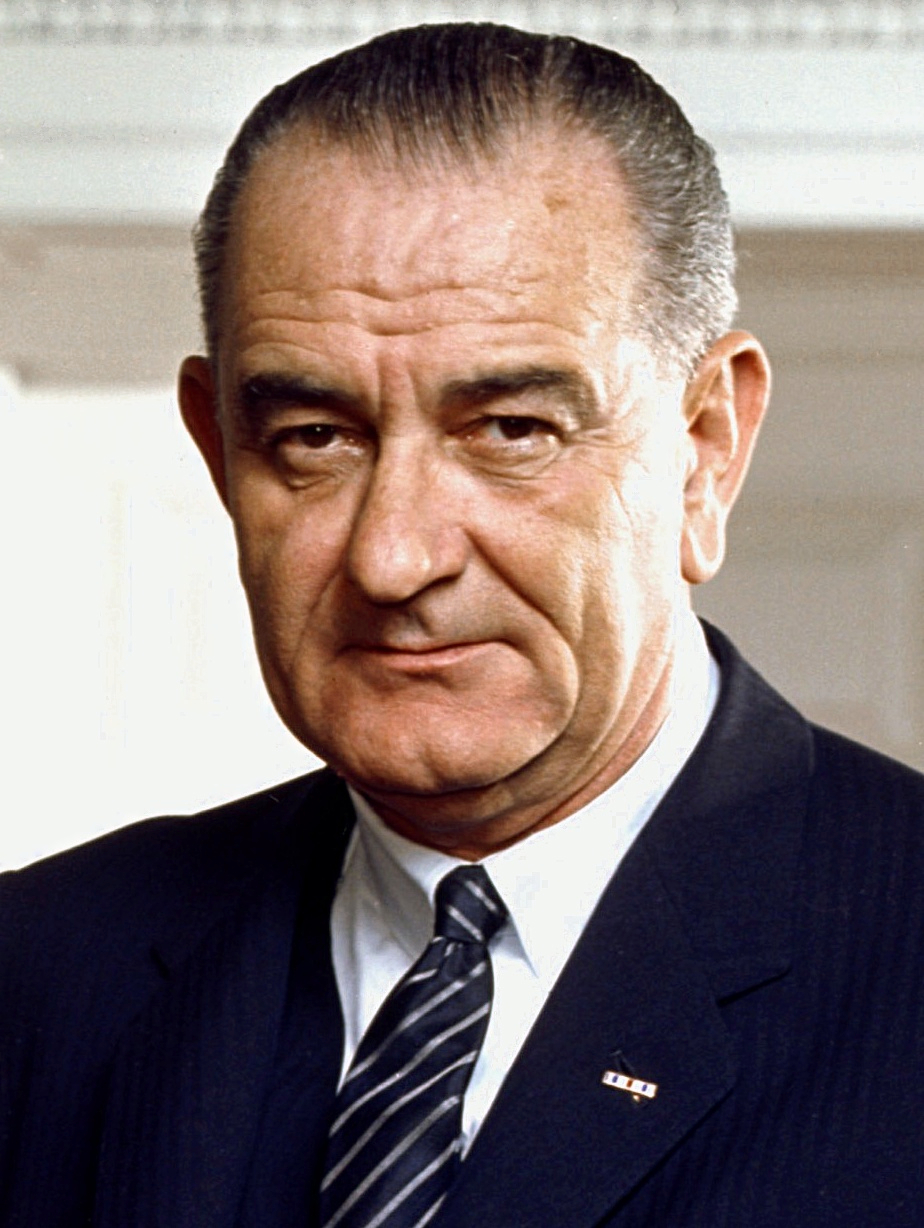
Lyndon B. Johnson

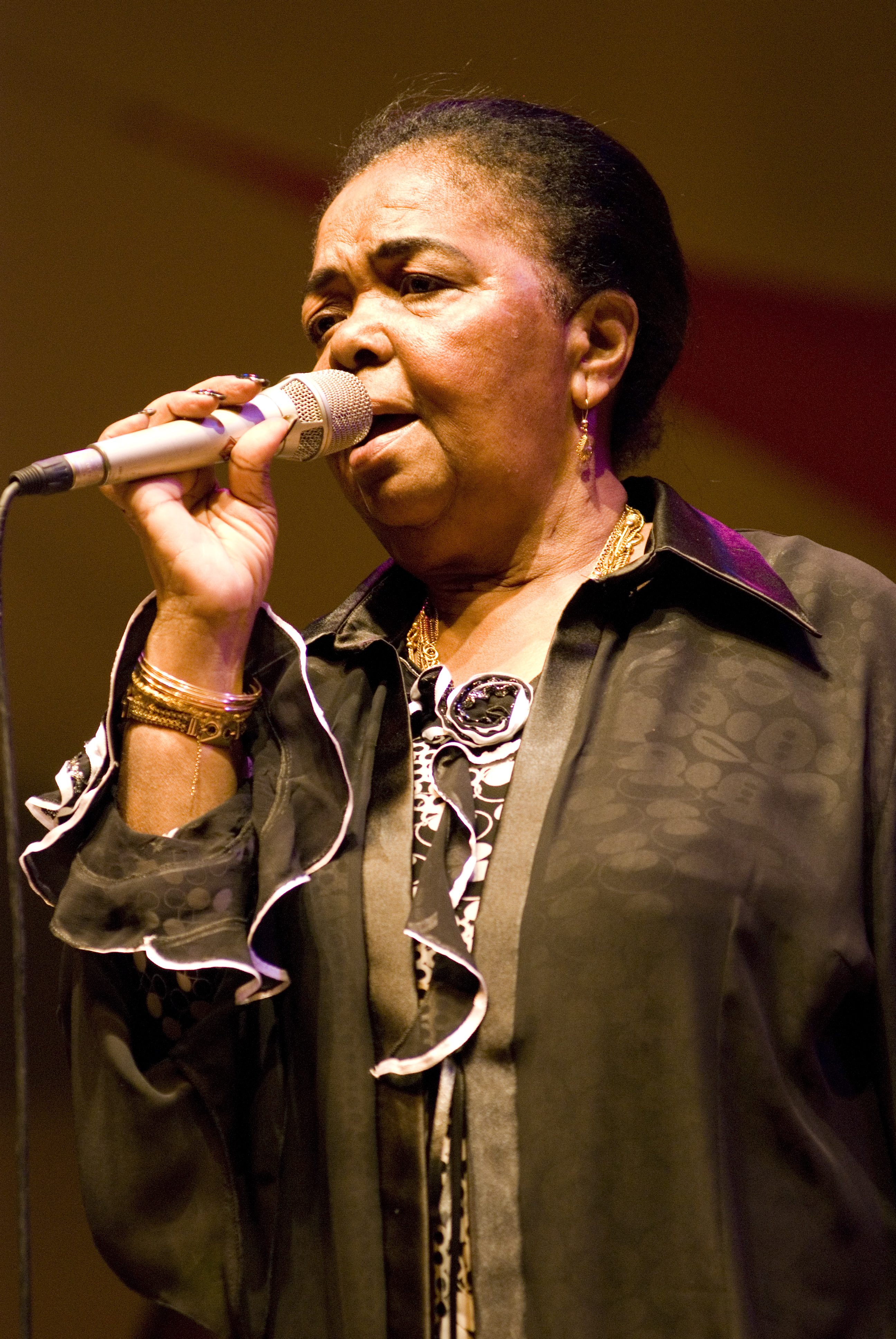
Cesária Évora

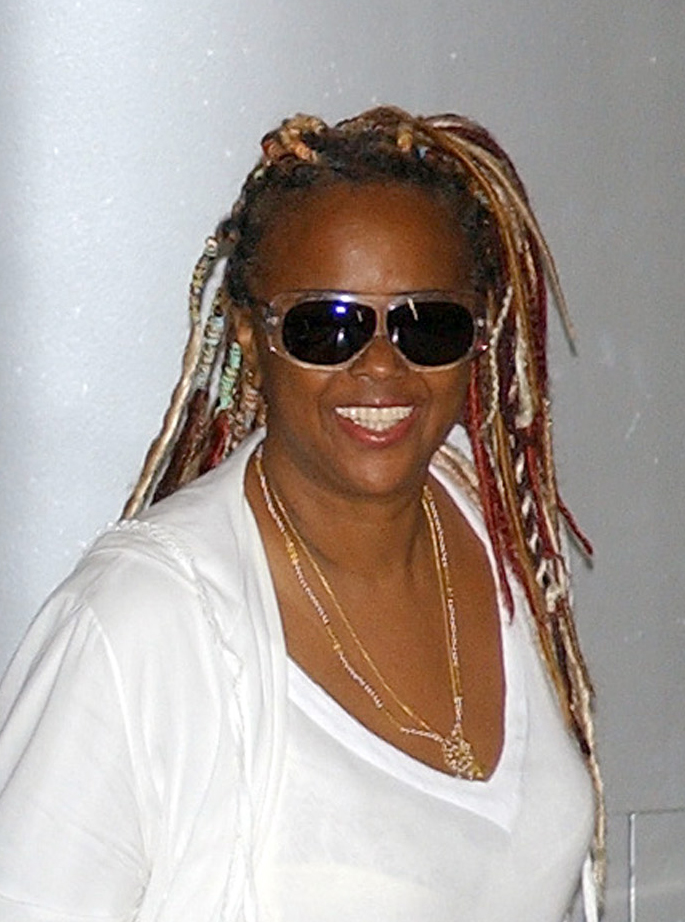
Sandra de Sá

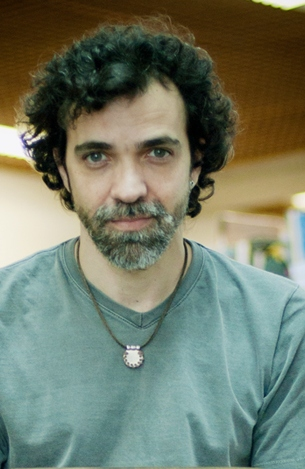
Paulinho Moska

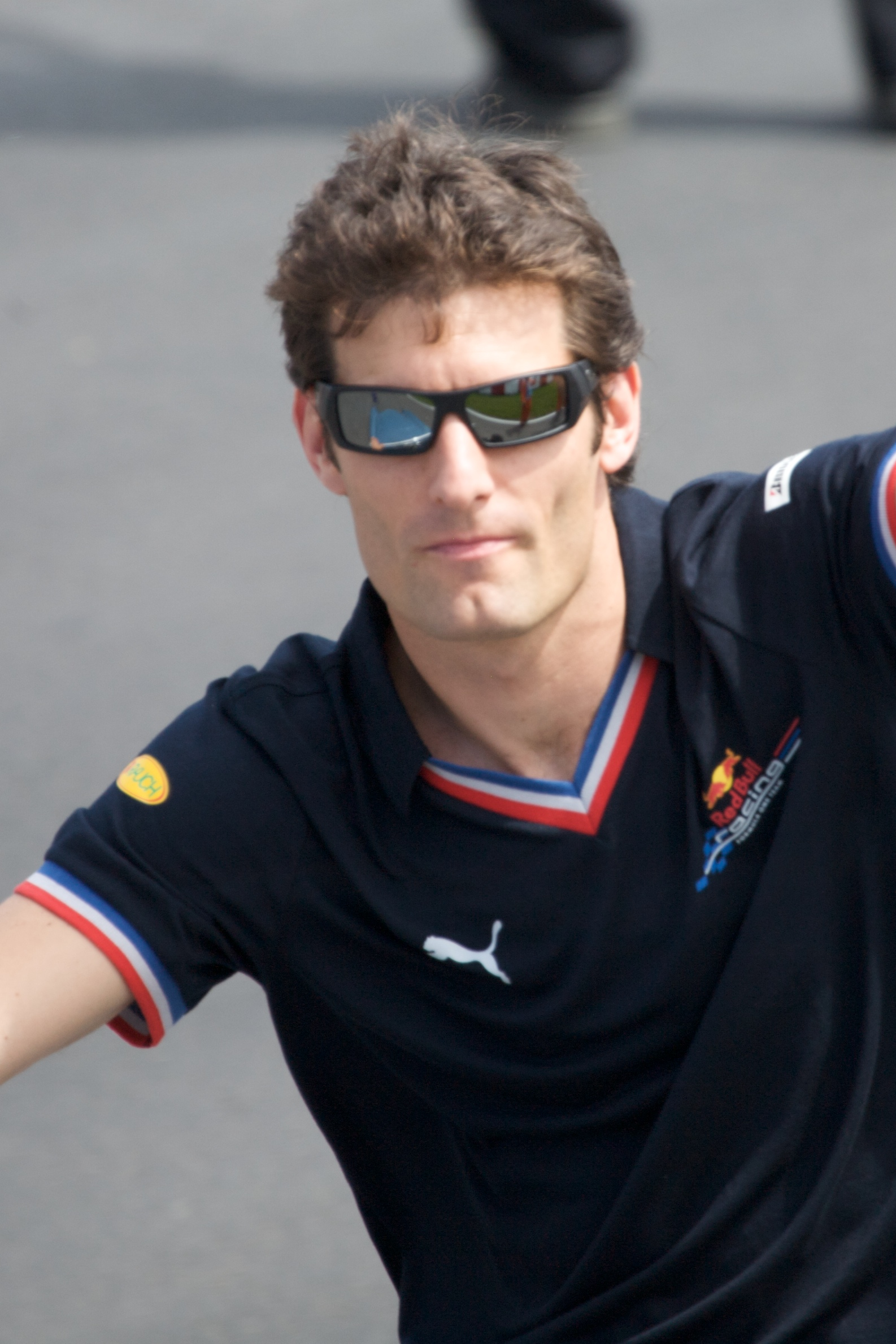
Mark Webber

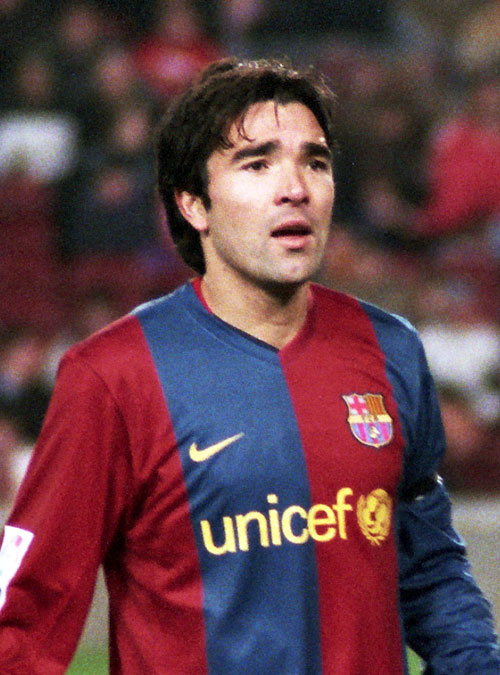
Deco

### Anteriores ao século XIX
- 551 a.C. — Confúcio, filósofo chinês (m. 479 a.C.).
- 1471 — Jorge, Duque da Saxônia (m. 1539).
- 1487 — Ana de Brandemburgo, duquesa de Schleswig-Holstein (m. 1514).
- 1545 — Alexandre Farnésio de Parma e Placência (m. 1592).
- 1622 — Jakob Thomasius, filósofo alemão (m. 1684).
- 1669 — Ana Maria de Orleães, rainha da Itália (m. 1728).
- 1730 — Johann Georg Hamann, filósofo e escritor alemão (m. 1788).
- 1770 — Georg Wilhelm Friedrich Hegel, filósofo alemão (m. 1831).
- 1785 — Agustín Gamarra, político peruano (m. 1841).
- 1789 — José, Duque de Saxe-Altemburgo (m. 1868).

### Século XIX
- 1809 — Hannibal Hamlin, político estadunidense (m. 1891).
- 1858 — Giuseppe Peano, matemático italiano (m. 1932).
- 1864 — Hermann Weingärtner, ginasta alemão (m. 1919).
- 1865
  - James Henry Breasted, egiptólogo estadunidense (m. 1935).
  - Charles G. Dawes, político estadunidense (m. 1951).
- 1870 — Amado Nervo, poeta mexicano (m. 1919).
- 1871 — Theodore Dreiser, escritor e poeta americano (m. 1945).
- 1874 — Carl Bosch, químico alemão (m. 1940).
- 1877 — Charles Rolls, engenheiro automobilístico britânico (m. 1910).
- 1884 — Vincent Auriol, político francês (m. 1966).
- 1886 — Octávio Mangabeira, engenheiro e político brasileiro (m. 1960).
- 1887 — James Finlayson, ator britânico (m. 1953).
- 1890 — Man Ray, fotógrafo e pintor estadunidense (m. 1976).
- 1899
  - C.S. Forester, escritor britânico (m. 1966).
  - Eduardo Torroja, engenheiro espanhol (m. 1961).

### Século XX

#### 1901–1950
- 1904 — Vladimir Makogonov, enxadrista azeri (m. 1993).
- 1906 — Ed Gein, criminoso estadunidense (m. 1984).
- 1907 — Alphonse Schepers, ciclista belga (m. 1984).
- 1908 — Lyndon B. Johnson, político estadunidense (m. 1973).
- 1909
  - Lester Young, músico de jazz estadunidense (m. 1959).
  - Sylvère Maes, ciclista belga (m. 1966).
- 1911 — Kay Walsh, atriz britânica (m. 2005).
- 1914 — Heidi Kabel, atriz alemã (m. 2010).
- 1916 — Robert Van Eenaeme, ciclista belga (m. 1959).
- 1918 — Jelle Zijlstra, político neerlandês (m. 2001).
- 1921
  - Leo Penn, cineasta e ator estadunidense (m. 1996).
  - Henri Guérin, futebolista e treinador de futebol francês (m. 1995).
- 1925 — Nat Lofthouse, futebolista britânico (m. 2011).
- 1926 — Artur Reis, político brasileiro (m. 2021).
- 1928
  - Othmar Schneider, esquiador austríaco (m. 2012).
  - Osamu Shimomura, químico japonês (m. 2018).
  - Mangosuthu Buthelezi, político sul-africano (m. 2023).
- 1929 — Ira Levin, escritor, dramaturgo e compositor estadunidense (m. 2007).
- 1931
  - Roman Opałka, pintor franco-polonês (m. 2011).
  - Sri Chinmoy, filósofo e guru indiano (m. 2007).
- 1932
  - Saye Zerbo, militar e político burquinês (m. 2013).
  - David Fromkin, escritor, jurista e historiador norte-americano (m. 2017).
- 1934
  - Sylvia Telles, cantora brasileira (m. 1966).
  - Yumara Rodrigues, atriz, diretora e produtora de teatro brasileira (m. 2024).
- 1936 — Philippe Labro, cineasta, escritor e jornalista francês.
- 1938
  - Stoyan Kitov, ex-futebolista búlgaro.
  - Napoleon Chagnon, antropólogo norte-americano (m. 2019).
- 1939 — William Mulliken, nadador estadunidense (m. 2014).
- 1940 — Itamar Vian, bispo brasileiro.
- 1941
  - Cesária Évora, cantora cabo-verdiana (m. 2011).
  - Myroslav Stupar, ex-árbitro de futebol ucraniano.
  - Edward Sels, ex-ciclista belga.
- 1942
  - Tom Belsø, automobilista dinamarquês (m. 2020).
  - Örjan Persson, ex-futebolista sueco.
- 1944 — G. W. Bailey, ator estadunidense.
- 1945 — Marianne Sägebrecht, atriz alemã.
- 1946
  - Carlos Veglio, ex-futebolista argentino.
  - Flossie Wong-Staal, virologista e bióloga molecular sino-americana (m. 2020).
- 1947 — Barbara Bach, atriz estadunidense.
- 1948 — Mohd Abdul Bolkiah, príncipe e político bruneíno.
- 1950
  - Charles Fleischer, ator estadunidense.
  - Neil Murray, músico britânico.

#### 1951–2000
- 1952 — Paul Reubens, ator estadunidense (m. 2023).
- 1953
  - Alex Lifeson, músico canadense.
  - Peter Stormare, ator sueco.
  - Zoran Lilić, político sérvio.
- 1954
  - Derek Warwick, ex-automobilista britânico.
  - Julio César Jiménez, ex-futebolista uruguaio.
  - John Lloyd, ex-tenista britânico.
- 1955
  - Sandra de Sá, cantora brasileira.
  - Laura Fygi, cantora neerlandesa.
  - Renaud Barbaras, filósofo francês.
- 1956
  - Jean-François Larios, ex-futebolista francês.
  - Jorge Olaechea, ex-futebolista peruano.
- 1957
  - MacDonald Taylor, ex-futebolista virginense.
  - Jeff Grubb, escritor e autor de jogos norte-americano.
- 1958
  - Carlos Lombardi, autor de telenovelas, roteirista e produtor de televisão brasileiro.
  - Marcos Paquetá, treinador de futebol brasileiro.
  - Stalking Cat, artista perfomático e tatuador norte-americano (m. 2012).
- 1959
  - Daniela Romo, atriz, cantora e apresentadora mexicana.
  - Emi Watanabe, patinadora artística japonesa.
  - Peter Mensah, ator ganês.
  - Gerhard Berger, ex-automobilista austríaco.
- 1960
  - Mark Caughey, ex-futebolista britânico.
  - J. Neto, cantor e compositor de música gospel brasileiro.
- 1961
  - Yolanda Adams, cantora estadunidense.
  - Cláudia Villela, cantora brasileira.
  - Tom Ford, estilista, diretor, roteirista e produtor de cinema norte-americano.
- 1962
  - Manfred Linzmaier, ex-futebolista e treinador de futebol austríaco.
  - Dean Devlin, produtor, ator e diretor de televisão norte-americano.
- 1964 — Stephan Elliott, cineasta e roteirista australiano.
- 1965
  - Paulo Silas, ex-futebolista e treinador de futebol brasileiro.
  - E-type, músico sueco.
  - Ange Postecoglou, ex-futebolista e treinador de futebol australiano.
- 1966
  - René Higuita, ex-futebolista colombiano.
  - Juhan Parts, político estoniano.
  - Leonardo Rodríguez, ex-futebolista argentino.
  - Rosângela Lula da Silva, primeira-dama brasileira.
- 1967
  - Paulinho Moska, músico brasileiro.
  - Igor Dobrovolskiy, ex-futebolista e treinador de futebol ucraniano.
  - Lázaro Oliveira, ex-futebolista e treinador de futebol angolano-português.
  - Bruno Versavel, ex-futebolista belga.
- 1968 — Jorge Cadete, ex-futebolista português.
- 1969
  - Chandra Wilson, atriz estadunidense.
  - René Henriksen, ex-futebolista dinamarquês.
  - Jean-Cyril Robin, ex-ciclista francês.
- 1970
  - Edinho, ex-futebolista e ex-treinador de futebol brasileiro.
  - Tony Kanal, músico britânico.
  - Karl Unterkircher, montanhista alemão (m. 2008).
- 1971 — Edson Tortolero, ex-futebolista venezuelano.
- 1972
  - Patricia Vico, atriz espanhola.
  - Chris Armas, ex-futebolista estadunidense.
- 1973 — Dietmar Hamann, ex-futebolista alemão.
- 1975 — Eduardo Kobra, artista plástico brasileiro.
- 1976
  - Carlos Moyà, ex-tenista espanhol.
  - Mark Webber, ex-automobilista australiano.
  - Sarah Chalke, atriz canadense.
  - Ysrael Zúñiga, ex-futebolista peruano.
  - Nuno Delgado, ex-judoca português.
- 1977
  - Deco, ex-futebolista brasileiro-português.
  - Rossato, ex-futebolista e treinador de futebol brasileiro.
  - Andrey Akopyants, ex-futebolista uzbeque.
  - Alexandre Usov, ex-ciclista bielorrusso.
- 1978 — Suranne Jones, atriz e produtora britânica.
- 1979
  - Aaron Paul, ator estadunidense.
  - Ole Bischof, ex-judoca alemão.
  - Miguel Tiago, geólogo, escritor e político português.
- 1980
  - Rodrigo, ex-futebolista brasileiro.
  - Vasco Faísca, ex-futebolista e treinador de futebol português.
- 1981
  - Alessandro Gamberini, ex-futebolista italiano.
  - Karla Cheatham Mosley, atriz estadunidense.
  - Maxwell, ex-futebolista brasileiro.
  - Patrick J. Adams, ator canadense.
- 1982
  - Bergüzar Korel, atriz turca.
  - Jorge Barcelos, cantor e compositor brasileiro.
- 1983
  - Lívia de Bueno, atriz brasileira.
  - Jonas Okétola, futebolista beninense.
  - Ed McKeever, canoísta britânico.
  - Alex da Kid, produtor musical britânico.
  - Frederik Nielsen, tenista dinamarquês.
  - Pâmela Bório, jornalista brasileira.
- 1984
  - David Bentley, ex-futebolista britânico.
  - Sulley Muntari, ex-futebolista ganês.
  - Amanda Fuller, atriz estadunidense.
  - Mika Sugimoto, judoca japonesa.
- 1985
  - Kayla Ewell, atriz estadunidense.
  - Nikica Jelavić, ex-futebolista croata.
  - Maro Engel, automobilista alemão.
  - Danica Curcic, atriz sérvia-dinamarquesa.
- 1986 — Sebastian Kurz, empresário e político austríaco.
- 1987 — Nyambe Mulenga, ex-futebolista zambiano.
- 1988
  - Alexa Vega, atriz e modelo estadunidense.
  - Federico Leo, automobilista italiano.
  - Lázaro Barbosa de Sousa, criminoso brasileiro (m. 2021).
  - Martin Häner, jogador de hóquei sobre a grama alemão.
- 1989
  - Juliana Cannarozzo, patinadora e atriz estadunidense.
  - Romain Amalfitano, futebolista francês.
  - Andrés Mercado, ator e modelo colombiano.
  - Akbar Turaev, futebolista uzbeque.
  - André Fufuca, político brasileiro.
- 1990
  - Luuk de Jong, futebolista neerlandês.
  - Tori Bowie, velocista norte-americana (m. 2023).
  - Yin Junhua, pugilista chinesa.
- 1991
  - Lee Sungyeol, cantor e ator sul-coreano.
  - Carolina Deslandes, cantora portuguesa.
- 1992
  - Blake Jenner, ator e cantor estadunidense.
  - Carissa Moore, surfista estadunidense.
- 1993
  - Anish Khem, futebolista fijiano.
  - Olivier Le Gac, ciclista francês.
- 1994
  - Ellar Coltrane, ator estadunidense.
  - Domenic Weinstein, ciclista alemão.
  - Giovanni Gallo, ator brasileiro.
- 1995
  - Sergey Sirotkin, automobilista russo.
  - Jessie Mei Li, atriz britânica.
  - Lin Chaopan, ginasta chinês.
- 1996 — Herenilson Carmo, futebolista angolano.
- 1997
  - Lucas Paquetá, futebolista brasileiro.
  - Malik Harris, cantor alemão.
- 1998 — Matheus Nunes, futebolista luso-brasileiro.
- 1999 — Mile Svilar, futebolista belgo-sérvio.

## Mortes

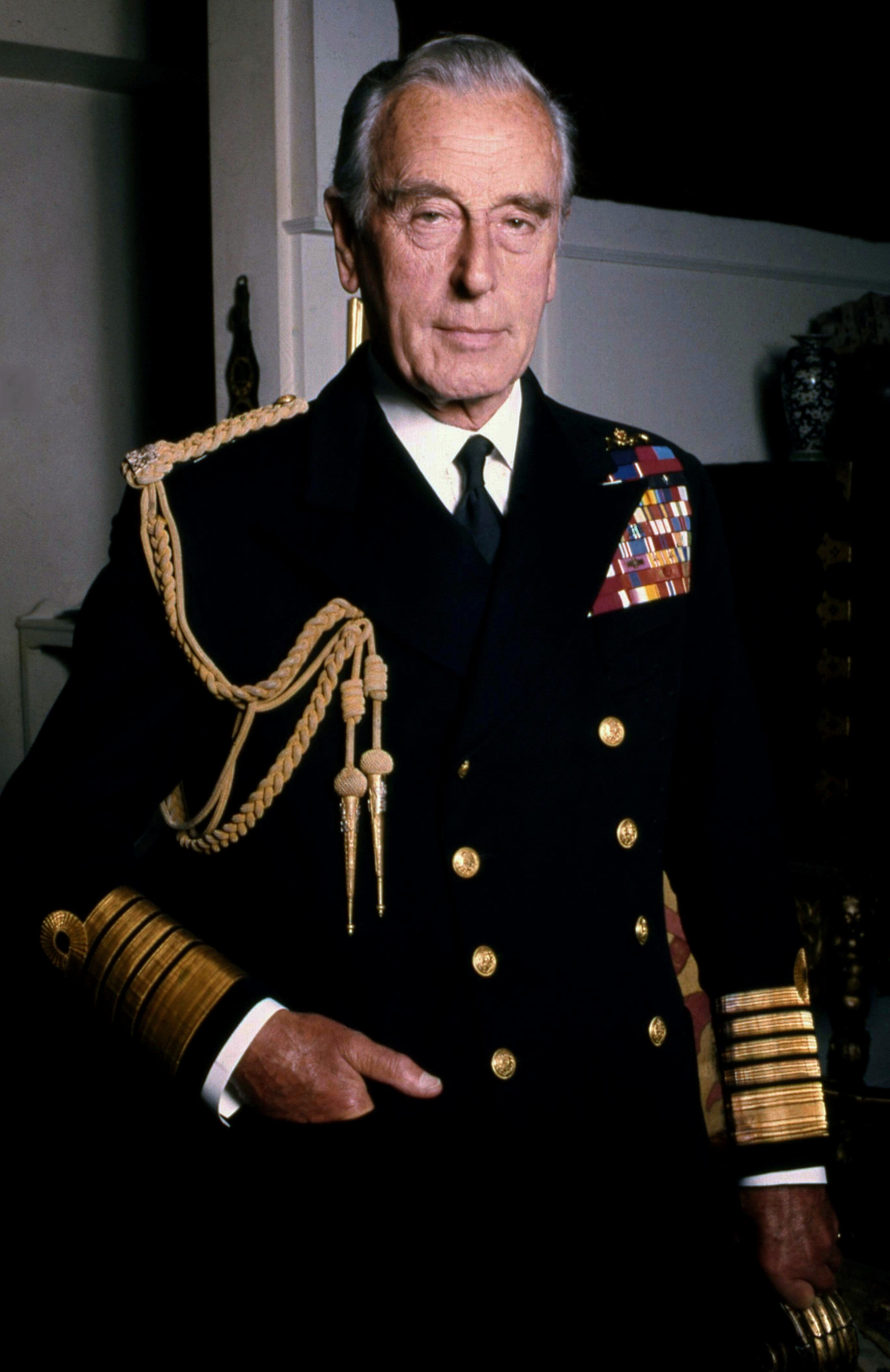
Lord Mountbatten

### Anteriores ao século XIX
- 0387 — Mônica, santa cristã (n. 331).
- 0827 — Papa Eugênio II (n. 780).
- 1146 — Érico III da Dinamarca (n. 1120).
- 1312 — Artur II, Duque da Bretanha (n. 1262).
- 1459 — Jaime de Portugal, arcebispo de Lisboa (n. 1433).
- 1495 — Maria Branković, marquesa de Monferrato (n. 1464).
- 1521 — Josquin des Prez, compositor flamengo (n. c. 1440/50).
- 1576 — Ticiano, artista italiano (n. 1490).
- 1590 — Papa Sisto V (n. 1521).
- 1758 — Maria Bárbara de Bragança, rainha consorte de Espanha (n. 1711).

### Século XIX
- 1857 — Rufus Wilmot Griswold, antologista, editor, poeta e crítico literário estadunidense (n. 1812).
- 1865 — Thomas Chandler Haliburton, escritor canadense (n. 1796).
- 1876 — Eugène Fromentin, pintor e escritor francês (n. 1820).
- 1891 — Samuel C. Pomeroy, político estadunidense (n. 1816).

### Século XX
- 1909 — Emil Christian Hansen, fisiologista e micologista dinamarquês (n. 1842).
- 1914 — Eugen von Boehm-Bawerk, economista austríaco (n. 1851).
- 1937 — Lionel Walter Rothschild, zoólogo britânico (n. 1868).
- 1948 — Oscar Lorenzo Fernández, compositor brasileiro (n. 1897).
- 1953 — Petro Oros, eparca auxiliar húngaro dos greco-católicos (n. 1917).
- 1958 — Ernest Orlando Lawrence, físico estadunidense (n. 1901).
- 1961 — Gail Russell, atriz estadunidense (n. 1924).
- 1965 — Le Corbusier, arquiteto francês (n. 1887).
- 1967 — Brian Epstein, empresário musical britânico (n. 1934).
- 1968 — Marina, Duquesa de Kent (n. 1906).
- 1974 — Lupicínio Rodrigues, compositor brasileiro (n. 1914).
- 1975 — Haile Selassie, imperador etíope (n. 1892).
- 1979 — Lord Mountbatten, tio de Filipe, duque de Edimburgo e primo da rainha Elizabeth II (n. 1900).
- 1984 — Febrônio Índio do Brasil, criminoso brasileiro (n. 1895).
- 1987 — Scott La Rock, DJ norte-americano (n. 1962).
- 1989
  - Bill Shirley, ator, cantor e produtor de teatro estadunidense (n. 1921).
  - Luís dos Santos Luz, futebolista brasileiro (n. 1909).
- 1990
  - Stevie Ray Vaughan, guitarrista, cantor e compositor estadunidense (n. 1954).
  - Afonso Arinos de Melo Franco, jurista brasileiro (n. 1905).
- 1994 — Roberto Goyeneche, cantor argentino (n. 1926).
- 1996
  - Dulcina de Moraes, atriz brasileira (n. 1908).
  - Agnieszka Kotlarska, modelo polonesa (n. 1972).
  - Julio Musimessi, futebolista argentino (n. 1924).
- 1999 — Hélder Câmara, bispo e escritor brasileiro (n. 1909).

### Século XXI
- 2001 — Abu Ali Mustafa, político palestino (n. 1938).
- 2004 — Fernand Auberjonois, jornalista suíço (n. 1910).
- 2006 — Luciano Mendes de Almeida, bispo brasileiro (n. 1930).
- 2007 — Hans Ruesch, automobilista, escritor e ativista suíço (n. 1913).
- 2008
  - Del Martin, ativista e jornalista americana (n. 1921).
  - Olavo Setúbal, banqueiro e político brasileiro (n. 1923).
- 2009 — Sergey Mikhalkov, escritor e dramaturgo russo (n. 1913).
- 2010 — Anton Geesink, judoca neerlandês (n. 1934).
- 2012 — Malcolm Browne, fotógrafo e jornalista norte-americano (n. 1931).
- 2014 — Peret, cantor, compositor e músico espanhol (n. 1935).
- 2016 — Alcindo Martha de Freitas, futebolista brasileiro (n. 1945).
- 2017 — José Maria Pires, bispo brasileiro (n. 1919).
- 2018 — Zé Béttio, radialista, cantor, acordeonista e compositor brasileiro (n. 1926).
- 2019 — Dawda Kairaba Jawara, político gambiano (n. 1924).
- 2020 — Arnaldo Saccomani, produtor musical e compositor brasileiro (n. 1949).
- 2022 — Índio do Buraco, último indígena de sua etnia (n. 1960).
- 2024 — Juan Izquierdo, futebolista uruguaio (n. 1997).

## Feriados e eventos cíclicos

### Brasil
- Dia do Corretor de Imóveis
- Dia da Limpeza Urbana
- Dia do Psicólogo - (Aniversário da regulamentação desta profissão através da Lei Federal 4.119/62)
- Dia do Rio Paranapanema - São Paulo (Lei Estadual 10.488/99)
- Aniversário da cidade de Americana, São Paulo
- Aniversário da cidade de Matão, São Paulo
- Feriado municipal em Maceió - Dia da Padroeira Nossa Senhora dos Prazeres

### Cristianismo
- Cesário de Arles
- Fanúrio
- Mônica de Hipona
- Petro Oros

## Outros calendários
- No calendário romano era o 6.º dia (VI) antes das calendas de setembro.
- No calendário litúrgico tem a letra dominical A para o dia da semana.
- No calendário gregoriano a epacta do dia é xxviii.